# Józef Bem
Józef Zachariasz Bem (n. 14 martie 1795, Tarnów - d. 10 decembrie 1850, Aleppo, astăzi Halab, Siria) a fost un general polonez, comandantul armatei revoluționare maghiare în timpul Revoluției de la 1848. 

## Activitatea
La 14 octombrie 1848 a preluat la Viena conducerea revoluției antihabsburgice. Pe 25 octombrie, în ziua capitulării rebelilor, a fugit în Ungaria. Guvernul revoluționar al lui Lajos Kossuth i-a încredințat imediat comanda trupelor revoluționare maghiare din Transilvania. Acolo a organizat o armată de 10.000 de secui, cu care a reușit să înfrângă în bătălia de la Dej, pe 19 decembrie 1848, trupele feldmareșalului austriac Anton von Puchner. În ciuda înfrângerii sale pe 4 februarie 1849 la Vízakna (azi Ocna Sibiului), generalul Bem a reușit să cucerească Sibiul și Brașovul, silind trupele austriece să se retragă în Valahia.
După ce Casa de Habsburg a chemat în ajutor trupele țariste, generalul Bem a fost înfrânt pe 31 iulie 1849 în bătălia de la Albești, lângă Sighișoara. Chemat de Lajos Kossuth să se retragă în Ungaria, a luat parte, pe 9 august 1849, la bătălia de la sud de Timișoara, unde trupele revoluționare maghiare au fost înfrânte de aliații austrieci și ruși. Pe 13 august 1849 armata revoluționară a capitulat la Șiria. Comandanții trupelor revoluționare, cu excepția lui Bem, au fost judecați și executați pentru înaltă trădare. (Vezi Cei 13 de la Arad). Józef Bem a reușit să scape, fugind în Imperiul Otoman, unde s-a convertit la islam și a devenit înalt funcționar sub numele de Amurat Pașa. A murit în anul 1850 la Alep, Siria.